# James Lawless

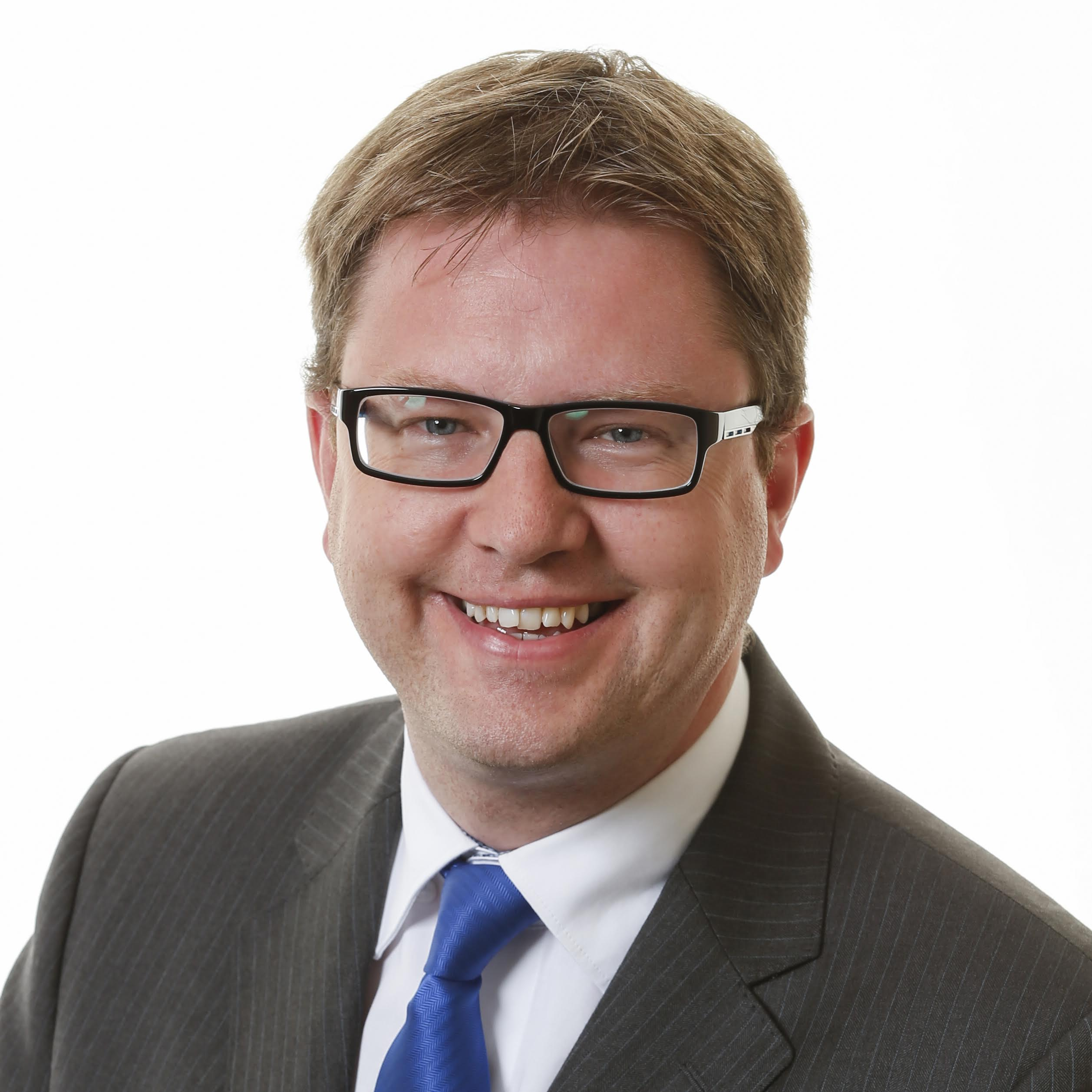
James Lawless (2016)

James Lawless (* 19. August 1976 in Wexford, Irland) ist ein irischer Politiker der Fianna Fáil.

## Leben
Lawless studierte Mathematik und Informatik am Trinity College Dublin. Später wurde er als barrister (Prozessanwalt) nach weiteren Studien am King’s Inns zugelassen. 
Lawless kandidierte 2009 noch erfolglos für den Naas Town Council, wurde hingegen 2014 gewählt und zog auch in den Kildare County Council ein. In dieser Zeit war er auch Bürgermeister von Naas.
Bei den Wahlen 2016 konnte er als Kandidat der Fianna Fáil im Wahlbezirk Kildare North einen Sitz im Dáil Éireann gewinnen. 2020 wurde er wiedergewählt.
Am 27. Juni 2024 wurde er in der Regierung Harris zum Staatsminister für Verkehr mit den Aufgabenbereichen Straßenverkehr und Logistik sowie zum Staatsminister im Umwelt- und Kommunikationsministerium für Postangelegenheiten ernannt. Er folgte damit Jack Chambers.

## Privates
James Lawless ist seit 2002 mit Ailish verheiratet, mit der er zwei Kinder hat. 